# Carlos Espinoza
Carlos Espinoza (nascido em 20 de agosto de 1951) é um ex-ciclista peruano. Competiu na estrada individual e no contrarrelógio por equipes (100 km) nos Jogos Olímpicos de Munique 1972.